# It.Pop
It.Pop è il secondo album in studio di Alex Britti, pubblicato nel 1998. Preceduto dai singoli Quello che voglio e Solo una volta (o tutta la vita), il disco si è aggiudicato quattro dischi di platino.
Il disco è stato ristampato nel 1999, contemporaneamente alla partecipazione di Britti al Festival di Sanremo con il brano Oggi sono io, che gli valse la vittoria nella sezione nuove proposte.
Nello stesso anno Alex Britti si aggiudica con il singolo Mi piaci il premio come miglior artista esordiente al Festivalbar 1999.

## Tracce
Testi e musiche di Alessandro Britti.
1. Gelido – 4:41
2. Come chiedi scusa – 4:14
3. Solo una volta (o tutta la vita) – 4:00
4. Da piccolo – 2:33
5. Se non ci sei – 3:50
6. Jazz – 3:30
7. 3 Kitarre – 2:30
8. Quello che voglio – 3:37
9. Fatemi spazio – 4:15
10. Nomi – 7:50
11. It.pop – 2:05
12. Oggi sono io – 3:50
13. Mi piaci – 6:32 – Il brano "Mi piaci" dura 4:25. Dopo 20 secondi di silenzio (4:25 - 4:45): inizia una traccia nascosta senza titolo eseguita solo con la chitarra.

Durata totale: 53:27

## Formazione
- Alex Britti – voce, chitarra, programmazione, basso, batteria, percussioni, voce, produzione
- Stefano Sastro – organo Hammond, pianoforte
- Brando Lupi – tastiera, scratch
- Federico Caprianica – tastiera
- Simone Haggiag – udu
- Leonardo Cesari – batteria, programmazione
- Rosa King – sax
- Alberto Salini – sax
- Claudia Arvati, Gabriella Scalise, Daniele Salvatori, Tiziana Rosati, Costanza Francavilla, Enrico La Falce, Massimo Mastrangelo – cori

## Classifiche
| Classifica (1999) | Posizione massima |
| ----------------- | ----------------- |
| Italia            | 3                 |